# Walscheid
Ne doit pas être confondu avec Wahlschied ou Welscheid.
Walscheid [valʃaid] est une commune française située dans le département de la Moselle, en région Grand Est.
Cette commune se trouve dans la région historique de Lorraine et fait partie du pays de Sarrebourg.

## Géographie
« Ce village, situé au milieu de la vallée de la Bièvre, ne fut longtemps qu'un hameau sans importance, et Schœpflin, qui avait sans doute de graves sujets de plainte contre ses habitants, les signale comme étant les plus grossiers et les plus sauvages de ces montagnes ; mais les temps ont bien changé et nous pouvons assurer que l'explorateur recevra à Walscheid, comme chez tous les habitants de l'ancien comté de Dagsbourg, un accueil bienveillant et hospitalier. »

Dugas de Beaulieu, Le comté de Dagsbourg aujourd'hui Dabo (ancienne Alsace), Paris, 1858. 
Le village de Walscheid, est situé à 15 kilomètres au sud-est de Sarrebourg, et à 67 km de Strasbourg, sur le versant occidental des Vosges, dans la vallée de la Bièvre. La commune, qui court vers les hauteurs vosgiennes sur près de 40 km2, est très étendue - la 9e commune la plus étendue de Moselle sur 725. La section centrale de Walscheid, située près des communes de Troisfontaines à l'ouest, Hommert au nord et Harreberg à l'est, est la plus densément habitée. Il faut aussi compter les écarts qui s'étalent en zones assez densément peuplées, de Saint-Léon et d'Eigenthal, sur la route menant vers Abreschviller, au sud. Le hameau de Beimbach est sur la route qui mène vers le territoire communal de Dabo, localisé un peu plus à l'est et au nord-est.
Ces localités sont environnées des montagnes et vallées vosgiennes, aujourd'hui couvertes de forêts. Le territoire communal de Walscheid d'une superficie de 3 835 hectares dont 3 258 ha boisés, comprend les sommets du Hengst culminant à 891 m et surtout du Grossmann s'imposant à 986 m comme le point culminant du département de la Moselle. Cette ligne de crête parcourue par la route des Russes, forme la jonction avec l'Alsace. Trois rivières, la Bièvre, La Zorn jaune qui coule dans la vaste partie sud-est de la commune et la Zorn blanche ont leur source dans la commune. Le ruisseau Bennack venant du Monacker qui coule en partie sur le territoire communal est un affluent de la Zorn.
Le village est desservi par la sortie Phalsbourg de l'autoroute de l'Est et par la gare ferroviaire TGV de Sarrebourg. Il est à une heure de l'aéroport de Strasbourg Entzheim, de celui de Nancy-Metz, et de celui de Saarbrücken.
Linguistiquement, la commune est placée par les ethno-linguistes dans la zone du francique rhénan (lorrain). Mais étant donné la position géographique de Walscheid, le dialecte local est assez proche du bas-alémanique (alsacien).

### Écarts et lieux-dits
- Beimbach
- Eigenthal
- Saint-Léon, ancien ermitage, forêt et profonde "grotte saint Léon" dite "Belle-Grotte"
- Sitifort
- Nonnenbourg
- Rotstein (ou Rothstein)
- Batishof
- Munichshof
- Engelsbach
- Howalsch

Autrefois, il existait les écarts et lieux-dits de Hertzuhal, Warteville (Domaine de la garde), Wackermuhl (moulin de puisart minier), les ruines d'Altropff (castel ?), Diertersberg (mine attestée en 1722), Oberzon (mine)... et les montagnes bien connues du Blonis, du Monacker (à la limite de Abreschviller), du Martelsberghoff, du Sonnenberg ou Sonnberg, et du Strinkopf.
– château du Dürrenstein et prieuré du Dürrenberg, ancienne dépendance du monastère d'Obersteigen, propriétés des comtes de Dagsbourg et aujourd'hui disparus.

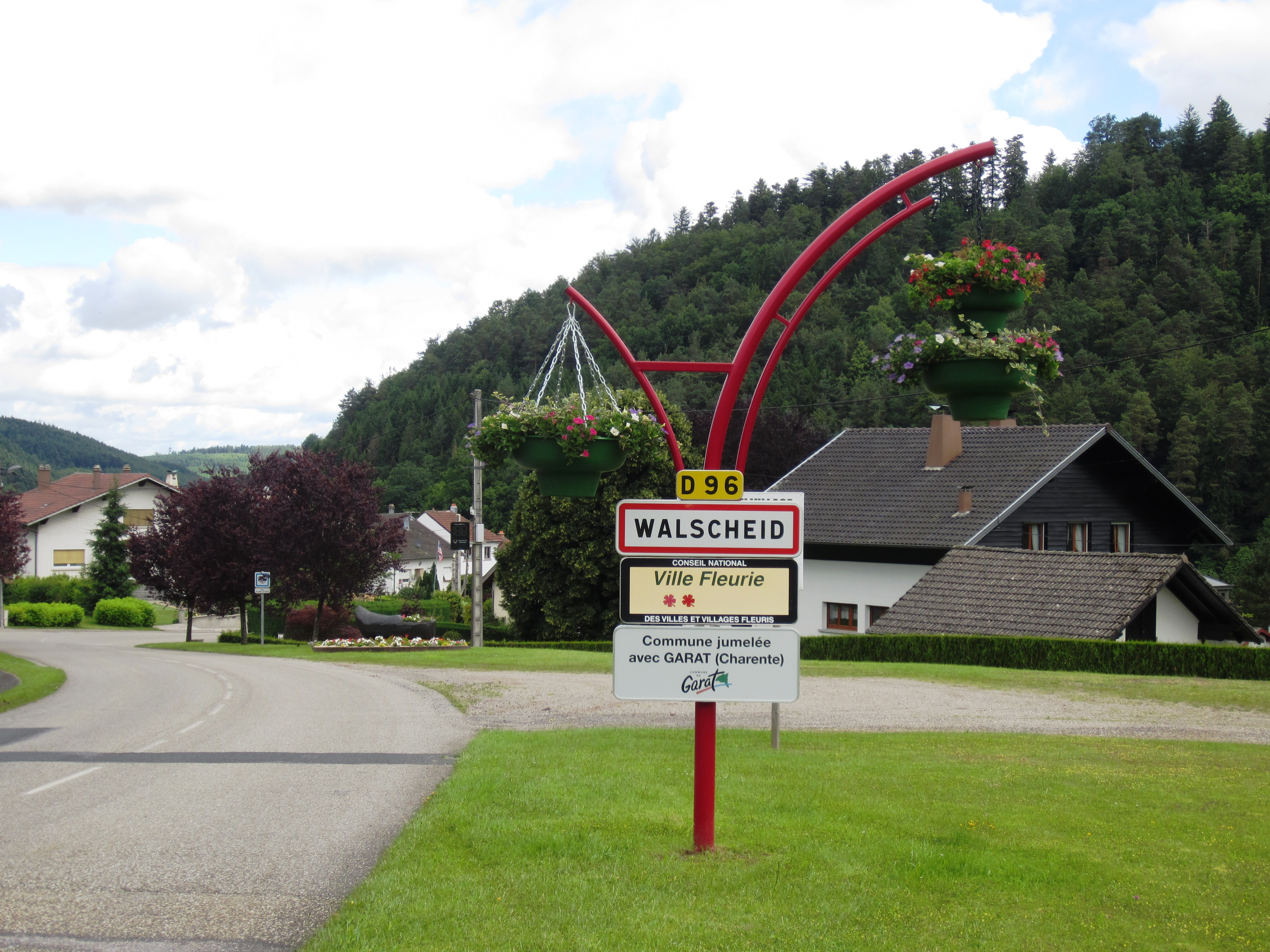
Entrée de Walscheid
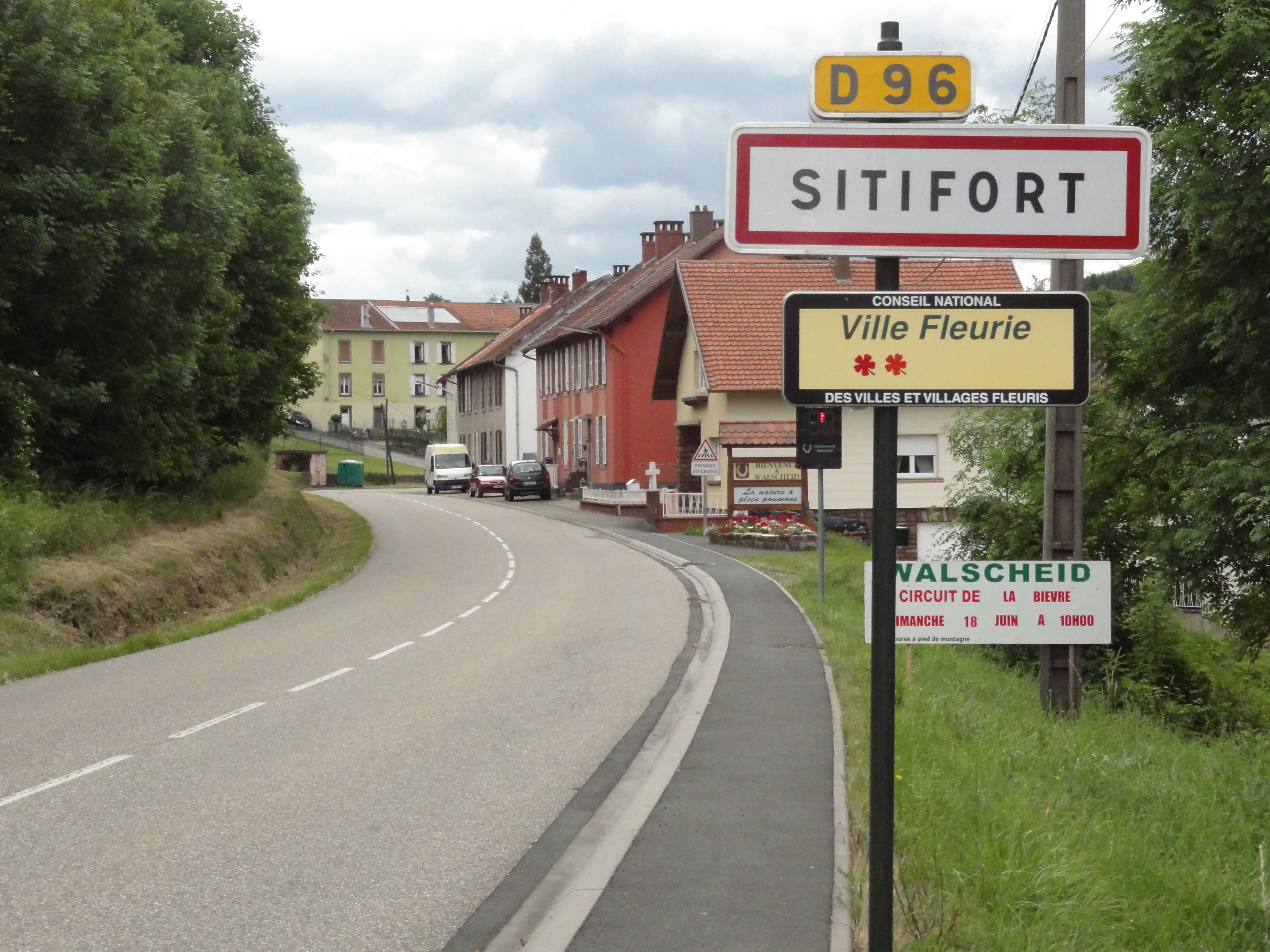
Entrée de Sitifort

| Troisfontaines |                      | Harreberg            |
| Abreschviller  | Walscheid            | Dabo                 |
|                | Lutzelhouse Bas-Rhin | Oberhaslach Bas-Rhin |

### Géologie et pédologie de base
La base des monts, mais aussi le fondement sous les alluvions quaternaires de la vallée de la Bièvre, sont des couches de grès rouges permiens et d'argiles permiennes. La partie supérieure des monts est constituée de couches de grès vosgiens d'époque triasique, qui sont le plus souvent micro-fracturés ou encore parfois fracturés à l'échelle monumentale, instables près des falaises ou ruiniformes sur les sommets ventés. Ces deux formations géologiques différentes laissent par érosion pluviale ou éolienne essentiellement des sables. Mais le sable en partie feldspathique du grès vosgien laisse, sur les plateaux ou replat des monts, des sols arides, et impropres à la culture, du fait de l'évacuation lente et irrémédiable de l'eau dans les couches triasiques. Les alluvions des vallées sont de nature argilo-sableuse, et contiennent dans les couches récentes de sables de grès rouges et de grès roses vosgiens.
Les sols originellement marécageux et/ou tourbeux sont froids et humides.
Dans les champs, les terres sableuses, fortement teintées en rouge par l'oxyde de fer ferrique, assises sur les grès rouges, même parsemées de cailloux et de menues grèves, ont des qualités variables du fait des argiles et minéraux parfois dispersées. Chaudes, bien ressuyées et engraissées, elles pouvaient après repos aux XVIIIe siècle et XIXe siècle donner de bonnes récoltes de pommes de terre, de seigle, d'avoine, de choux, de raves, de navets et exceptionnellement sur les meilleurs sols, de l'orge et du froment.

### Hydrographie
La commune est située dans le bassin versant du Rhin au sein du bassin Rhin-Meuse. Elle est drainée par la Zorn, la Bièvre, la Zorn Blanche, le ruisseau de la Vallee du Fischbach et le ruisseau le Walschbach.
La Zorn, d'une longueur totale de 96,7 km, prend sa source dans la commune  et se jette  dans le canal de la Marne au Rhin à Rohrwiller, après avoir traversé 34 communes.
La Bièvre, d'une longueur totale de 24,8 km, prend sa source dans la commune  et se jette  dans la Sarre à Sarraltroff, après avoir traversé neuf communes.

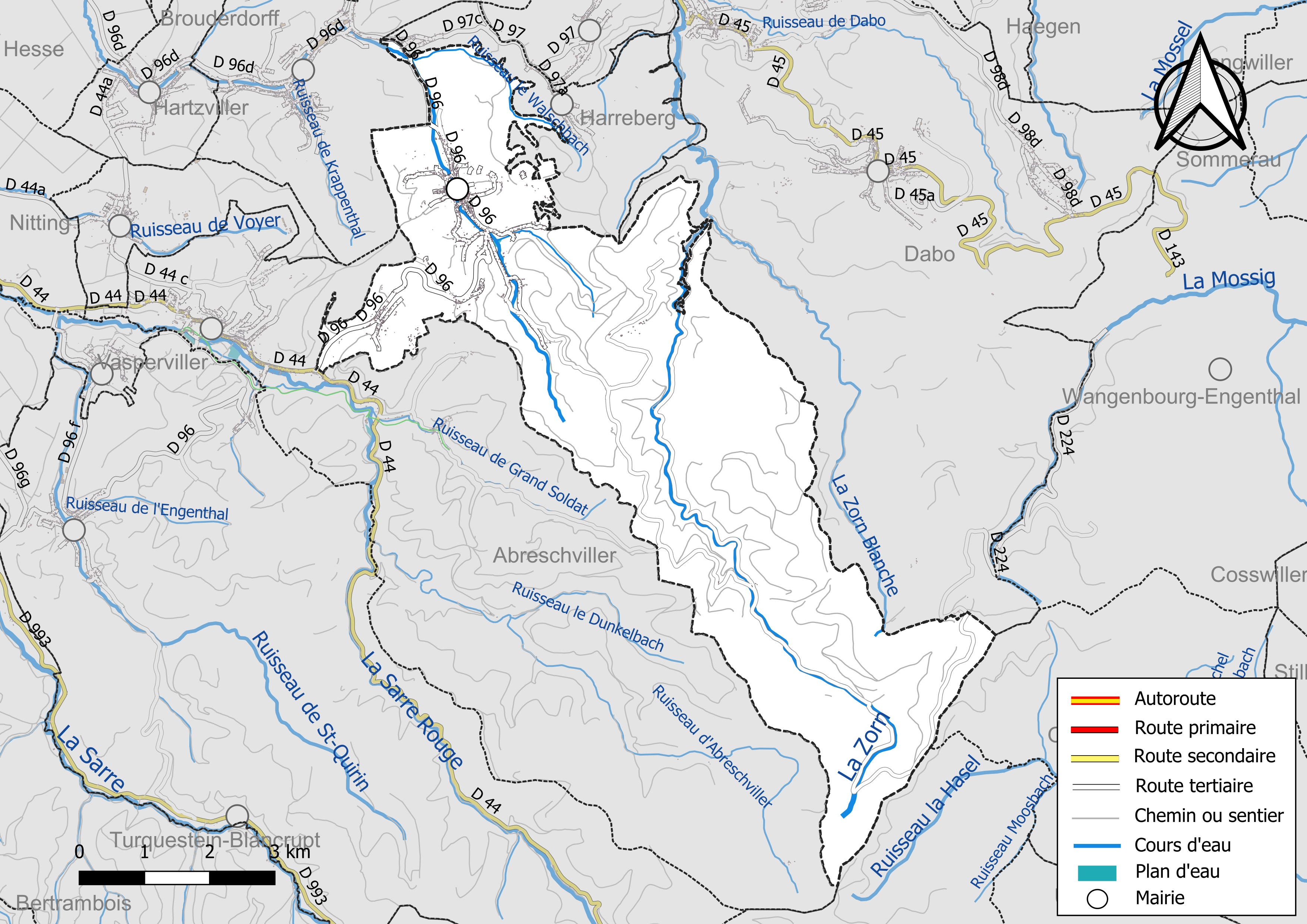
Réseaux hydrographique et routier de Walscheid.

La qualité des eaux des principaux cours d’eau de la commune, notamment de la Zorn et de la Bievre, peut être consultée sur un site dédié géré par les agences de l’eau et l’Agence française pour la biodiversité.

### Climat
Pour des articles plus généraux, voir Climat du Grand Est et Climat de la Moselle.
En 2010, le climat de la commune est de type climat des marges montargnardes, selon une étude du Centre national de la recherche scientifique s'appuyant sur une série de données couvrant la période 1971-2000. En 2020, Météo-France publie une typologie des climats de la France métropolitaine dans laquelle la commune est exposée à un climat semi-continental et est dans la région climatique  Vosges, caractérisée par une pluviométrie très élevée (1 500 à 2 000 mm/an) en toutes saisons et un hiver rude (moins de 1 °C).
Pour la période 1971-2000, la température annuelle moyenne est de 9,6 °C, avec une amplitude thermique annuelle de 16,7 °C. Le cumul annuel moyen de précipitations est de 1 142 mm, avec 13,3 jours de précipitations en janvier et 10,7 jours en juillet. Pour la période 1991-2020, la température moyenne annuelle observée sur la station météorologique de Météo-France la plus proche, « Turquestein-blancrupt_sapc », sur la commune de Saint-Quirin à 8 km à vol d'oiseau, est de 10,2 °C et le cumul annuel moyen de précipitations est de 1 091,5 mm. 
La température maximale relevée sur cette station est de 38,3 °C, atteinte le 7 août 2015 ; la température minimale est de −18,4 °C, atteinte le 12 février 2012,,.
Les paramètres climatiques de la commune ont été estimés pour le milieu du siècle (2041-2070) selon différents scénarios d'émission de gaz à effet de serre à partir des nouvelles projections climatiques de référence DRIAS-2020. Ils sont consultables sur un site dédié publié par Météo-France en novembre 2022.

## Urbanisme

### Typologie
Au 1er janvier 2024, Walscheid est catégorisée commune rurale à habitat dispersé, selon la nouvelle grille communale de densité à sept niveaux définie par l'Insee en 2022.
Elle est située hors unité urbaine. Par ailleurs la commune fait partie de l'aire d'attraction de Sarrebourg, dont elle est une commune de la couronne,. Cette aire, qui regroupe 87 communes, est catégorisée dans les aires de 50 000 à moins de 200 000 habitants,.

### Occupation des sols
L'occupation des sols de la commune, telle qu'elle ressort de la base de données européenne d’occupation biophysique des sols Corine Land Cover (CLC), est marquée par l'importance des forêts et milieux semi-naturels (92,5 % en 2018), une proportion sensiblement équivalente à celle de 1990 (92,7 %). La répartition détaillée en 2018 est la suivante : 
forêts (90,3 %), zones urbanisées (4,9 %), milieux à végétation arbustive et/ou herbacée (2,2 %), prairies (1,4 %), zones agricoles hétérogènes (1,2 %). L'évolution de l’occupation des sols de la commune et de ses infrastructures peut être observée sur les différentes représentations cartographiques du territoire : la carte de Cassini (XVIIIe siècle), la carte d'état-major (1820-1866) et les cartes ou photos aériennes de l'IGN pour la période actuelle (1950 à aujourd'hui).

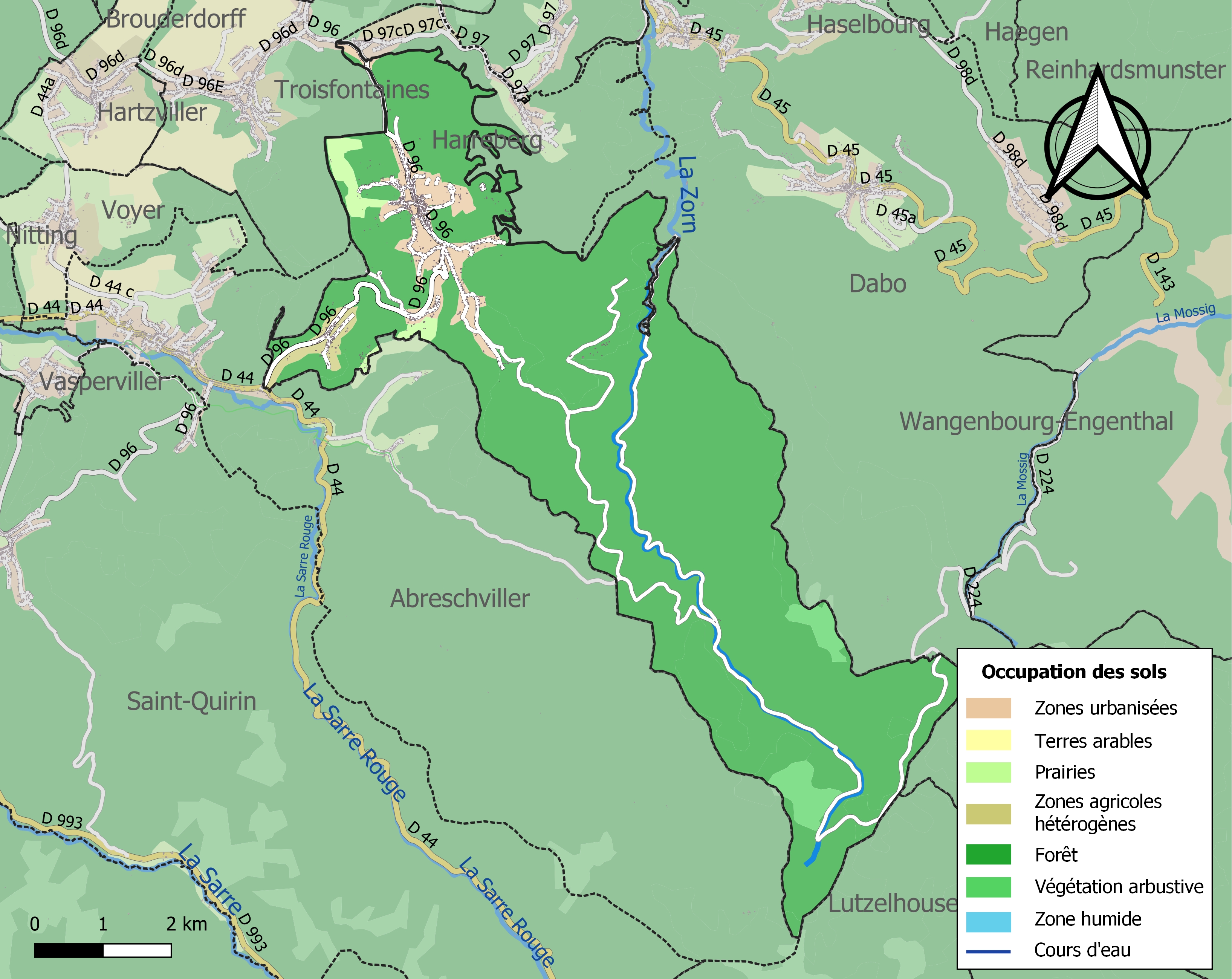
Carte des infrastructures et de l'occupation des sols de la commune en 2018 (CLC).

## Toponymie
Wolscheid et Walsched dénomment la commune en francique lorrain. Elle était nommée communément Walsch, par abréviation de Walschey, par les montagnards vosgiens, qu'ils soient germanophones ou romanophones.

### Mentions anciennes
Voici quelques graphies à l'origine ou relatives au toponyme Walscheid répertoriées au cours des siècles, soit en 880 : Walterescett ; en 1050 : Ecclesia Valscheidt qu'il est possible de transcrire ecclesia Walscheidt; au XVe siècle elle apparaît sous l'appellation villicus de Walschit dans l'obituaire de la collection de Sarrebourg; en 1589 Walschult dans l'inventaire du domaine de Phalsbourg ; dans le dénombrement de Lorraine en 1594 : Waschedt probablement pour Walschedt ; dans l'inventaire du domaine latin et romanisant de Rosières en 1595 : Valcheys proche Salbourg / Walscheys prope Salbourg ; en 1786 : Wahlschutt ; en 1793 : Valschied,.

### Étymologie
Le village — station fortifiée — est cité sous le nom de « Walterescett » dans la charte signée en juillet 880 par l'empereur Charles III le Gros. L'interprétation naïve en « forêt de Walter » est peu crédible. De multiples interprétations pseudo-savantes[non neutre], devenues néanmoins  populaires, fondée sur le nom actuel proposent Walch Eid, soit le coin des peuples welsches ; ou encore Welch Scheid signifiant frontière avec les Welches, c'est-à-dire les locuteurs romanophones, assimilés fallacieusement aux locuteurs de français moderne.
Une interprétation plausible de « walterescett »  passe par une hypothétique formation gallo-romaine vallātaērectatĭo désignant un lieu protégé en élévation ou un ensemble bâti érigé ou montrant des constructions de plus en plus élevées, il est qualifié par le préfixe radical vallātus,a,um, assimilable au participe du verbe latin classique vallo, vallǎre, signifiant fortifier, protéger, défendre, entouré de palissage ou de retranchement avec fosses et parois. Le mot principal marquant l'élévation, celle de la pente et/ou des maisons successives qui l'escaladent jusqu'à la haute falaise protectrice, est ērectĭo, voire ērectatǐo dans un sabir gallo-romain. Le mot originel est celte.
La liste toponymique ci-dessus est surtout composée à l'époque moderne de doublons germaniques, marqués par l'idée d'une protection de la falaise ou de la pente forte de la vallée choisie.

### Sobriquet péjoratif
Die Esel (les ânes), autrefois l’emploi de cet animal aurait été presque général à Walscheid, l’ancienne utilisation de ces animaux et la bêtise proverbiale des habitants, considérés comme des demeurés de la forêt vosgienne justifiant l’origine du surnom cruel. L'étude historique et même la tradition paysanne lorraine s'opposent à cette interprétation cruelle, invention des bourgeois critiques, notamment sarrebourgeois, à l'époque contemporaine. L'enquêteur lorrain Charles-Joseph Pariset, à qui on a conté cette sornette, constate la faiblesse numérique des ânes et mulets, moins d'une vingtaine pour les 2 150 habitants en 1863.

## Histoire
Les monuments néolithiques, de l'âge du bronze marqué par une prolifique civilisation des hauteurs vosgiennes, de culture non-indo-européenne, mais aussi des mondes gaulois et gallo-romains témoignent d'une très ancienne histoire.

### Antiquité

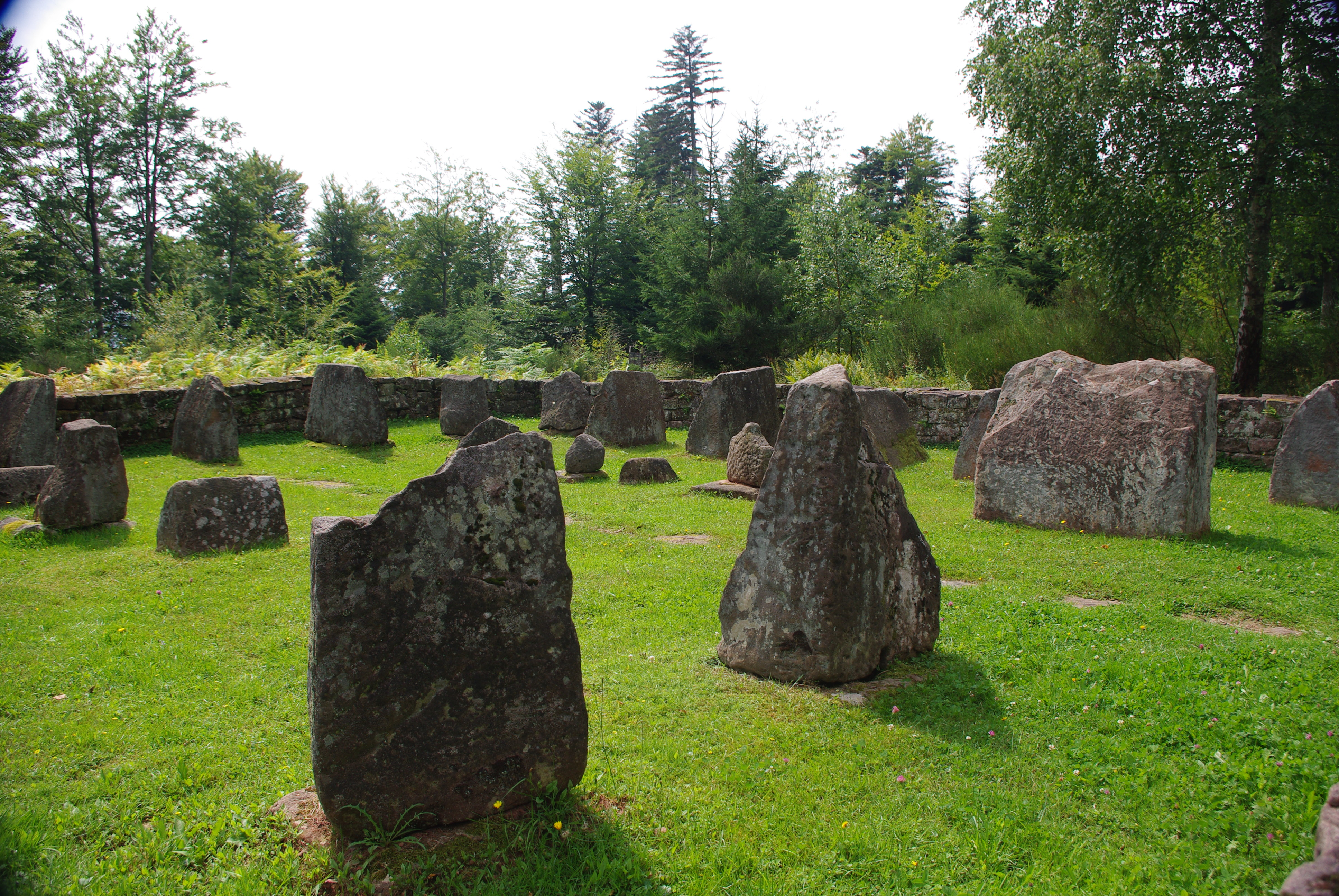
Le cimetière gallo-romain de Beimbach.

Le terroir est largement aménagé à la période de la Tène finale sous l'égide des Belges orientaux, qualifiés plus tard par les Romains de la conquête des Gaules, en particulier Caesar, de Médiomatrices ou Mědĭŏmatrĭci : il existe déjà des prairies d'irrigation dans le fonds des vallées, assurant localement des réserves hivernales de fourrages (foins et regains) et de nombreux champs aménagés sur les rebords de côtes et les terrains mieux ressuyés. L'élevage des bovidés et du porc domestique est associé à des transhumances complexes vers les hauteurs en été et vers la plaine lorraine au début de l'hiver, la culture du choux ou autres légumes en champs permet de constituer des réserves de choucroute ou autres légumes fermentés mises en tonneaux, consommées avec les harengs saurs tirés des caques qui ont remonté le Rhin et la Moselle, et avec les porcs excédentaires abattus rituellement en hiver.
La bourgade par sa structure foncière appartient au domaine fiscal des empereurs du Second empire romain, plus tard concédé aux peuples officiellement foederati ou confédérés de l'Empire, Burgondes chargé du limes rhénan avant les Alamans admis avec réticence, puis les Francs surgissant après la bataille de Tolbiac.

### Moyen Âge
Les rois mérovingiens y conservent des vastes domaines antiques gérées en foresta. Ceux-ci sont en partie réformées par Louis le Pieux, puis préservés en foresta spécifique par les souverains carolingiens et othonides.
L'habitat ancien du centre de la bourgade, fortifiée, est retranché sur un flanc de montagne, en dessus des falaises de grès vosgien. Certaines habitations sont creusés dans la roche de la falaise, qui sert aussi de carrière de moellons et de pierres de taille. Dès le IXe siècle, époque où s'installe la frontière linguistique par l'imposition de la langue de prêche, le domaine régalien est placé sous la surveillance des comtes de Dagsburg ou Dabo.
À la fin du XIVe siècle, Walscheid est un chef-lieu de paroisse paroissial du comté de Dabo.

### Époque moderne
Le territoire communal actuel regroupe au XVIe siècle différentes communautés paysannes plus ou moins proches de l'ancienne "foresta", celles associées à Walscheid proprement dite, la communauté d'Eigenthal sous le Nonnenbourg, la communauté de Beimbach au nord du Hohwalsch, les petites communautés des hauteurs telles "saint-Léon", encore dénommée Kaltenberg, Munichshof, Diedersberg, Batishof, Kuhbett... ou encore celles de la haute vallée de la Bièvre ou Sinterthal et de quelques petites vallées latérales. Ce sont des populations d'éleveurs qui utilisent les parties orientales et méridionales de l'actuelle commune comme autant d'emplacement de chaumes à l'endroit (adret) marquées par des sources, de bois de répandises voisins, tout en laissant à une exploitation hivernale encore parcimonieuse pour le "bois de Hollande" de vastes forêts sur les revers (ubac) ou les fortes pentes.
Les droits d'usage dans les forêts sont associés aux droits d'habitation. Les communautés ne sont en fait représentées que par les habitants ou par convention admise leurs associations familiales, sans statut de ban ou d'ordre mis en commun. Les droits de pâture du bétail, la paisson des porcs, la délivrance par le seigneur ou le prince de bois d'affouage ou de merrain ou plus tard de compensation monétaire pour l'exploitation outrancière des bois sont en réalité toujours nominaux ou à titre d'un chef familial. L'exploitation croissante au XVIIIe siècle bouleverse l'équilibre paysan, la population s'accroît avec l'arrivée d'ouvriers et d'artisans du bois et du verre, qui renforcent, même s'ils ne rejoignent pas, les traditionnels charbonniers ou sabotiers, encore souvent itinérants.
La fin du XVIIe siècle et le début du XVIIIe siècle a entériné une mutation agricole dans le terroir peuplé de la grande paroisse de Walscheid. Dans ce pays de pain noir, le seigle était souvent acheté et parfois de mauvaise qualité. Les besoins en seigle avoisinait bien plus de 140 livres par habitant. Mais l'irruption de la pomme de terre, d'abord en culture dérobée, puis en champs a permis d'effacer le spectre des famines meurtrières. L'essor agricole est en ce sens la cause de l'essor forestier précédemment évoqué et de celui des métiers du bois.

#### Cures de Walscheid
- 1691 : Jean Niclot (témoin d'un traité de mariage du 26 juillet 1681, minutes des notaires de Dabo).
- 1693 : Jean Alexandre Aubert (témoin d'un acte notarié du 31 mars 1693, minutes des notaires de Dabo).
- 1698 : Michel Poincignon, curé de Walscheid, Abreschviller et Voyer (témoin d'un acte du 16 septembre 1698, minutes des notaires de Dabo).

#### Derniers feux du Saint-Empire
En 1779, le comté de Dabo est réuni dans la principauté de Linange, toujours dans le cadre du Saint-Empire.
En 1793, la République annexe de force la principauté incapable de se défendre, et le canton de Walscheid fait de facto partie du district de Sarrebourg, ancêtre de l'arrondissement de Sarrebourg, dans le département de la Meurthe. Ce canton comprend, outre Walscheidt, les communes de Dabo, Garrebourg, Harreberg, Haselbourg, Hommert et Hultenhausen.
Mais ce n'est qu'au traité de Lunéville en février 1801 que cette partie de l'ancien comté de Dabo est officiellement, d'après les règles diplomatiques, rattachée à la France et au département de la Meurthe.
Le 17 frimaire an X (décembre 1801), le canton de Walscheid est dissous et la commune de Walscheid rattachée au canton de Sarrebourg, cette dernière ville restant chef-lieu d'arrondissement.

### Époque contemporaine
Walscheid est, peu après le début de l'époque contemporaine, à partir de 1801, une commune du département de la Meurthe, aux confins du département du Bas-Rhin.
La Restauration amène une reprise en main dévote des affaires religieuses, assurant un encadrement et un monopole de la sainte église catholique et une chasse mesquines aux déviants ou multiples hérétiques qui se poursuit longtemps dans les hameaux excentrés et appauvris. Le curé paroissial de Walscheid qui nomme le précepteur ou l'instituteur est l'homme de loin le plus important de la commune. Il embellit constamment sa maison presbytérale, bien située par ses fenêtres offrant une vue plongeante sur la vallée et des perspectives bleutées sur les cimes étagées de la montagne vosgienne, ainsi que ses magnifiques jardins en terrasses, prélude du "paradis" pour les paysans admiratifs qui peuvent les visiter. L'église paroissiale est placée au sommet du village, elle est ornée et proprette, mais malgré de nouvelles tribunes et un aménagement intérieure récent, elle se révèle trop petite pour les modestes paroissiens de Walscheid dès les années 1830. Il s'y déroule ainsi deux messes dominicales, pleines à craquer. À la fin des années 1850, il n'existe plus officiellement de mécréants, les cérémonies sont suivies avec empressement par l'ensemble de la population. Le curé jouit d'une grande autorité morale sur la commune pauvre.
La stratégie imposant des bons devoirs catholiques a imposé en quelques décennies un rigoureux corset de comportements autorisés et moraux aux populations germaniques. Un véritable contrôle des mariages respectables est organisé par ce pouvoir, les unions au sein de la paroisse sont valorisés et renforcent l'identité germanique, alors que les populations plus libres autrefois étaient bien le fruit de mélanges multi-ethniques et multi-confessionnels. Ces mauvais mariages avec l'étranger sont stigmatisés en chaire et dans la rare littérature autorisée, un flot de réprobations accable les bûcherons qui colportent la libre-pensée qui circule encore dans les huttes de charbonniers et les camps de bûcheronnage et de débardage.
Il est impossible de mener une enquête sociale sans l'aval du curé. C'est le cas de l'ancien notaire Charles-Joseph Pariset de 1862 à 1863 qui préfère égratigner la pauvre gestion communale, qui ne dispose d'aucunes ressources financières véritablement stables et fondées du fait de l'absence de terres communales et surtout de biens forestiers, et même l'incurie des fonctionnaires de l'état, responsable prépondérant des forêts, et laisse apparaître la vie catholique idéale, avec une population pieuse et responsable, aux mœurs exemplaires et dépourvues des péchés de chair. L'enquêteur a accepté de se voir attribuer un couple pieux et modèle, sympathiques, de jeunes quadragénaires ne parlant que le germanique lorrain, François et Madeleine, choisi par le curé pour ses enfants sains de corps et d'esprit, et reproduit presque in extenso la bonne description ou prescription des mœurs dévotes proposées par le clergé lorrain. Mais, même en avançant avec prudence que sa famille d'accueil, qui dit chaque matin sa prière, est peu instruite, ne sachant qu'à peine lire et signer, avec une aisance écrite très limitée, l'observateur intelligent ne peut faire autrement envers son amical protecteur car il ambitionne de poursuivre son étude sur la longue durée et craint les représailles. Ce n'est pas le cas des riches bourgeois de Sarrebourg, qui, conscients de la puissance du clergé local qui a instillé avec persévérance un "esprit de clocher", parfois regrettable et détestable à l'instar d'une peste nationaliste, se moquent ouvertement de la dictature du savant curator animorum en décrivant ses fidèles paroissiens en ânes bâtés et flegmatiques.
Un effort de scolarisation depuis les années 1830 porte ses fruits pendant les bonnes années de l'Empire. Le sympathique couple étudié par l'enquêteur Pariset a cinq enfants et en attend un sixième en 1862. Le petit Georges, garçon aîné de 8 ans, est la première génération masculine scolarisée régulièrement auprès d'un instituteur de grande qualité, il comprend, parle et lit parfaitement le français, il en explique les règles élémentaires de grammaire et montre une grande maîtrise du calcul mental. Mais sa sœur aînée Marie-Anne qui n'assiste que partiellement à une école de filles confiée à une sœur de la Providence de Saint-Jean ne comprend qu'à peine le français, elle ne le parle ni ne le lit, au grand désarroi de Pariset qui constate que toutes les jeunes filles du village lui ressemblent sur ce point. Il est vrai qu'elle n'a reçu qu'un bref enseignement de l'allemand ou francique de Moselle, langue générique qui n'est même pas sa langue vernaculaire maternelle. Le savant de la famille, le petit Georges, n'en est pas moins déjà un petit cultivateur lorsqu'il sort de l'école. Comme son père François, à la fois bûcheron et manouvrier, est souvent sur les chantiers de bûcheronnage par toutes les saisons, le petit bonhomme va faucher et porter de l'herbe pour la vache à l'étable, il sait conduire à la pâture la vache de la maison ainsi que le bétail du cultivateur auquel la famille est associé; il est chargé d'ouvrir et de fermer les rigoles permettant l'irrigation des prairies de fauche, il prend part autant qu'il le peut, aux principaux travaux champêtres aidant au mieux sa mère Madeleine et il est sûr qu'il en maîtrise les subtilités techniques bien mieux que l'enquêteur bourgeois, ancien notaire et homme de loi et de bureau.
Le centre de la commune n'est dans les années 1850 qu'à 14,5 kilomètre de la ville de Sarrebourg, par les chemins pédestres.
Le territoire communal, d'une superficie estimée à 3 834 hectares s'étend sur 5 à 7 kilomètres de largeur et 15 à 18 km de longueur. La surface couverte par les bois de l'état est de l'ordre de 3000 ha. Il existe 500 ha de terres labourables, principalement en champs étroits alignés sur les pentes à même altitude, produisant surtout des pommes de terre, du seigle et de l'avoine, 200 ha de près dispersés et une centaine d'hectares de prairies d'irrigation en fond de vallée, nécessaires pour l'affouragement des bovins. Bienheureux sont les modestes habitants qui peuvent posséder une vache, productrice de lait pendant de longs mois. De 1846 à 1856, l'arrivée de la maladie de pomme de terre, le mildiou, a propagé le spectre de la disette et de la misère. Il fallait pouvoir travailler et acheter sur le marché la nourriture nécessairement renchérie, les habitants les plus pauvres, mais aussi les plus jeunes et les plus vieux dénutris, sont alors morts des suites des souffrances éprouvées en subissant la faim et des maladies chroniques affaiblissant leurs corps durablement affaiblis.
La commune avec plus de 350 maisons toutes habitées compte respectivement 2005 habitants en 1858 et 2150 habitants en 1863. La natalité importante, malgré une forte mortalité infantile, assure l'essentiel de la croissance démographique. La section chef-lieu, qui se nomme également Walscheid, compte cinq septièmes de la population communale, car il existe plusieurs hameaux dispersés également habités. Un tiers des habitants déclarés ne possèdent pas de maison et/ou de terres agricoles, ces habitants dépourvus de biens fonciers louent soit une ou partie de maison, soit une petite propriété rurale. Parmi eux se trouvent les plus pauvres, mais aussi certains laboureurs à gros train d'élevage ou encore de plus modestes agriculteurs, en attente d'héritage ou possédant le statut de fermier ou de métayer. Parmi les habitants les plus modestes, il y a ceux qui n'ont qu'une ou quelques chèvres ou encore ceux qui prennent une vache en location, à des taux usuraires durs et des conditions de rachat longues et ardues, de l'ordre de trois fois le prix haut du marché, et représentent un sixième de la population communale. Pour nourrir la précieuse vache, ou à défaut leur(s) chèvre(s), la plupart des habitants, en plus de collecter les différents herbages adventices en soles ouvertes et les herbes des bords de chemins ou des routes, ont gardé le droit, à titre de tolérance de l'administration forestière, d'arracher les herbes, et de collecter à usage de litière les bruyères et les feuilles sèches des forêts en fin de bonne saison. Néanmoins une partie de ce mauvais fourrage à base de carex ou de mauvaises pailles dures, mis en bottes, est parfois vendu abusivement aux plus démunis, qui souhaitent constituer quelques modestes réserves pour l'hiver.
La modeste rivière Bièvre, outre les prises d'eaux nécessaires aux rigoles maîtresses des systèmes d'irrigations, alimente par diverses dérivations sept scieries à haut fer actives et trois moulins à farine. La plupart des habitants sont de modestes cultivateurs. Mais ils exercent souvent une double activité en rapport avec le monde forestier, pourvoyeur d'emplois au milieu du XIXe siècle, le recensement approximatif effectué par Charles-Joseph Pariset compte 123 ouvriers manœuvres employés dans les métiers du bois, 95 sabotiers, 84 bûcherons, 60 cuveliers, une vingtaine de voituriers, une dizaine de maîtres sagards. Mais n'oublions les métiers du fer (forgerons, maréchaux-ferrants, serruriers et cinq taillandiers) et les métiers de la verrerie, employant 60 ouvriers dont une vingtaine de tailleurs de verre de montre et d'ouvriers verriers, habitant à Sitifort ou à proximité, partant le matin vers l'usine en aval de Vallerysthal.
De 1871 à 1918, la commune fait partie de la Lorraine annexée par l'Allemagne, à la suite du traité de Francfort.
Au cours de la Première Guerre mondiale, lors de la bataille de Lorraine, le village de Walscheid fut l'un des points ultimes de l'avancée de l'Armée française en territoire allemand. Après avoir franchi et descendu le Donon, les troupes françaises ont pris position au lieu-dit Saint-Léon et à l'ouest du village, le 18 août 1914. L'armée allemande se plaçant à l'Est, venant de Saverne par la vallée de la Zorn. Le 19 août 1914 dès 5 h du matin la bataille de Walscheid s'engagea par un duel d'artillerie par-dessus le village, suivi par des corps à corps à la baïonnette quand des chasseurs bavarois, passant par les sentiers de montagne, prirent à revers le régiment colonial à Saint-Léon. Des avions jetèrent des bombes à shrapnels. 800 morts (environ 400 de part et d'autre) et 1 200 blessés militaires furent recensés en deux jours. Bousculée, menacée d'encerclement après la défaite de Sarrebourg et de Morhange, l'armée française dut faire retraite jusqu'à la frontière française vers Rambervillers, où le front se stabilisa,,,.

## Politique et administration
| Période                                  | Période    | Identité        | Étiquette | Qualité |
| ---------------------------------------- | ---------- | --------------- | --------- | --- |
| Juillet 1893                             | Avril 1939 | Louis Meyer     | ERD       | Négociant de vin Député d'Alsace-Lorraine (1911-1919) Député de la Moselle (1919-1928) Conseiller général de la Moselle (1908-) |
| mars 1977                                | mars 1989  | Alphonse Gérard |           | |
| mars 1989                                | mars 2001  | Gabriel Spahn   |           | |
| mars 2001                                | En cours   | Michel Schiby   |           | |
| Les données manquantes sont à compléter. |            |                 |           | |

## Population
La population communale est de 1 467 habitants, y compris les annexes Sitifort, Eigenthal, Saint Léon, Nonnenbourg, Beimbach, Rotstein, Batishof, Munichshof, Engelsbach. En dialecte, l'habitant s'appelle le Walschter.

### Langues véhiculaires et vernaculaires
Walscheid se trouvait sur la frontière linguistique, autrefois une variété locale de dialecte francique ou encore « langue germanique lorraine », aujourd'hui nommé le « platt lorrain », y était majoritaire sur l'espace communal. Au-delà, au sud de la commune ou du hameau de Eigenthal, les divers dialectes lorrains romans ou vosgiens représentaient la langue maternelle. Ces frontières ethnolinguistiques entre espaces dialectaux romans et germaniques n'ont d'ailleurs de sens que dans un cadre de civilisation paysanne, instaurant une succession de multiples continuum linguistiques pendant plus d'un millénaire. Une grande partie des élites lorraines était bilingue, et un marchand de bois correspondant avec l'espace mosellan parlait nécessairement la « lingua franca » du Rhin ou langue française du XVIIe siècle spécialisée dans les échanges fluviaux et les techniques de transport de ce matériau.
La langue véhiculaire française a commencé à se répandre auprès des diverses populations paysannes de Walscheid par l'école dès les années 1860 surtout auprès des jeunes garçons scolarisés, qui savent déjà bien lire et écrire, alors que les jeunes filles confiées de manière épisodique à quelques sœurs de la Providence de Saint-Jean n'apprennent en pratique que le francique lorrain de la région de Sarrebourg, supposée plus noble que l'idiome de Walscheid. La langue allemande, qui est du haut allemand (hoch deutsch), bien différent du platt lorrain, a pris le relais après 1871 et jusqu'à 1919. Puis le français a repris son essor à partir de 1919, malgré la politique nazie de germanisation totalitaire entre 1940 et 1944. L'essor de ces deux langues véhiculaires a considérablement réduit la vitalité des langues vernaculaires paysannes, ici en particulier le dialecte germanique spécifique de Walscheid.
À la suite de la politique linguistique appliquée dans les écoles à partir de l'entre-deux-guerres puis surtout après 1945, la langue française est parlée et comprise partout. Le "platt lorrain" en partie unifié n'est pas forcément bien maîtrisé par les derniers locuteurs germaniques de Walscheid.

### Démographie
L'évolution du nombre d'habitants est connue à travers les recensements de la population effectués dans la commune depuis 1793. Pour les communes de moins de 10 000 habitants, une enquête de recensement portant sur toute la population est réalisée tous les cinq ans, les populations de référence des années intermédiaires étant quant à elles estimées par interpolation ou extrapolation. Pour la commune, le premier recensement exhaustif entrant dans le cadre du nouveau dispositif a été réalisé en 2008.

En 2022, la commune comptait 1 467 habitants, en évolution de −5,84 % par rapport à 2016 (Moselle : +0,52 %, France hors Mayotte : +2,11 %).
| 1793  | 1800  | 1806  | 1821  | 1831  | 1836  | 1841  | 1846  | 1851  |
| ----- | ----- | ----- | ----- | ----- | ----- | ----- | ----- | ----- |
| 1 023 | 1 157 | 1 071 | 1 615 | 1 764 | 1 852 | 1 937 | 1 970 | 1 958 |

| 1856  | 1861  | 1871  | 1875  | 1880  | 1885  | 1890  | 1895  | 1900  |
| ----- | ----- | ----- | ----- | ----- | ----- | ----- | ----- | ----- |
| 1 841 | 2 005 | 1 891 | 1 774 | 1 854 | 1 727 | 1 746 | 1 803 | 1 834 |

| 1905  | 1910  | 1921  | 1926  | 1931  | 1936  | 1946  | 1954  | 1962  |
| ----- | ----- | ----- | ----- | ----- | ----- | ----- | ----- | ----- |
| 1 935 | 2 032 | 1 912 | 1 781 | 1 696 | 1 710 | 1 694 | 1 646 | 1 683 |

| 1968  | 1975  | 1982  | 1990  | 1999  | 2006  | 2008  | 2013  | 2018  |
| ----- | ----- | ----- | ----- | ----- | ----- | ----- | ----- | ----- |
| 1 709 | 1 742 | 1 676 | 1 624 | 1 621 | 1 642 | 1 648 | 1 596 | 1 515 |

| 2022  | - | - | - | - | - | - | - | - |
| ----- | - | - | - | - | - | - | - | - |
| 1 467 | - | - | - | - | - | - | - | - |

La maison de retraite privée Saint-Christophe accueille 62 lits.

## Culture locale et patrimoine

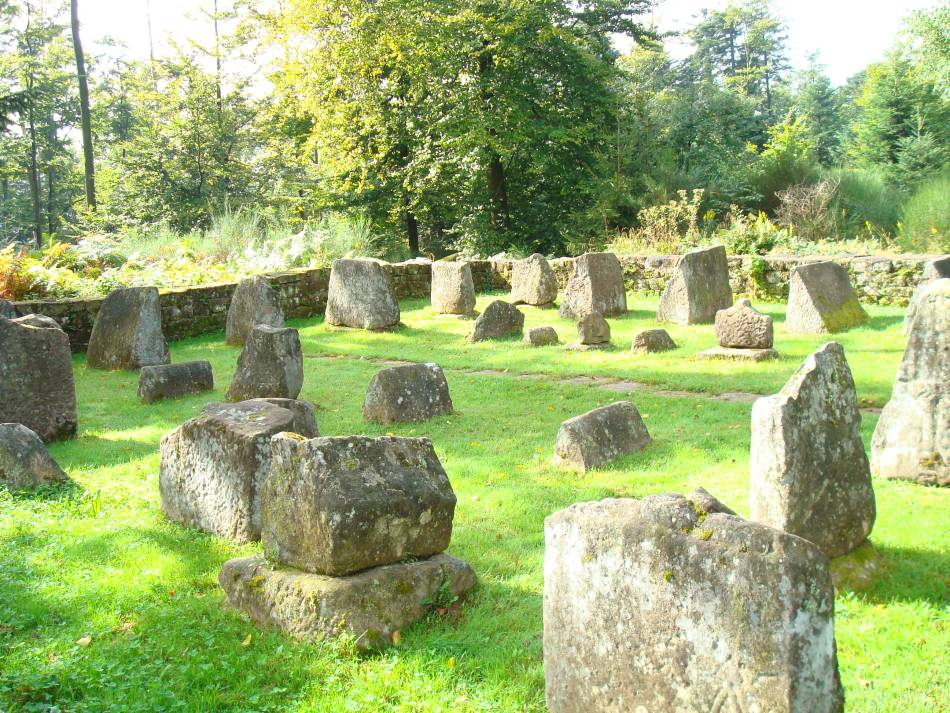
Cimetière romain de Beimbach.

### Lieux et monuments
Le village est une station climatique, et comporte beaucoup de sentiers balisés par monts et par vaux ; des cerfs et daims d'élevage en liberté y sont visibles.
- Traces du château ou prieuré de Dürrenstein, potentiel lieu de naissance du pape Léon IX. Il est situé sur l'éperon rocheux du Dürrenberg où est implanté le hameau de Saint-Léon.
- Grotte Saint-Léon.

#### Édifices religieux
- Église catholique de l'Assomption-de-la-Bienheureuse-Vierge-Marie 1836.
- Chapelle de la Coqueluche ; (Hustenkapellele)
- Chapelle Saint-Nicolas
- Chapelle Marie-Médiatrice d'Eigenthal
- Grande statue de la Vierge Marie sur le rocher du Hitstein dominant le village
- Chapelle Saint-Christophe (maison de retraite)
- Chapelle Jésus ressuscité (Kirchberg)
- Chapelle au cimetière.
- Nouvelle chapelle Saint-Léon moderne (1950)
- Ancienne chapelle Saint-Léon avec autel XVe siècle
- Ancien prieuré dépendant en 1289 des augustins d'Obersteigen, jusqu'en 1483, vendu aux dominicaines de Rinting qui l'abandonnèrent en 1507

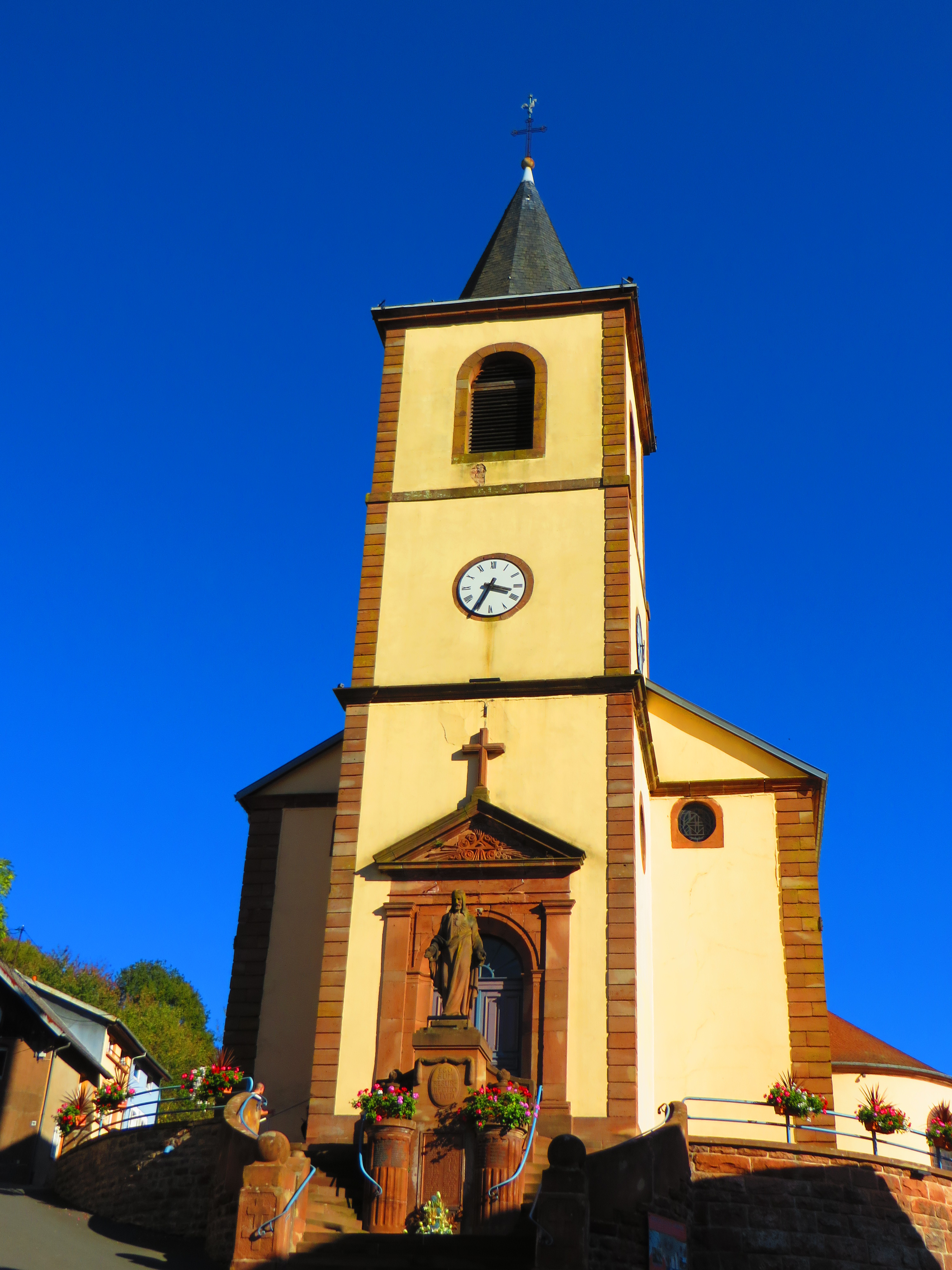
Église de l'Assomption-de-la-Bienheureuse-Vierge-Marie
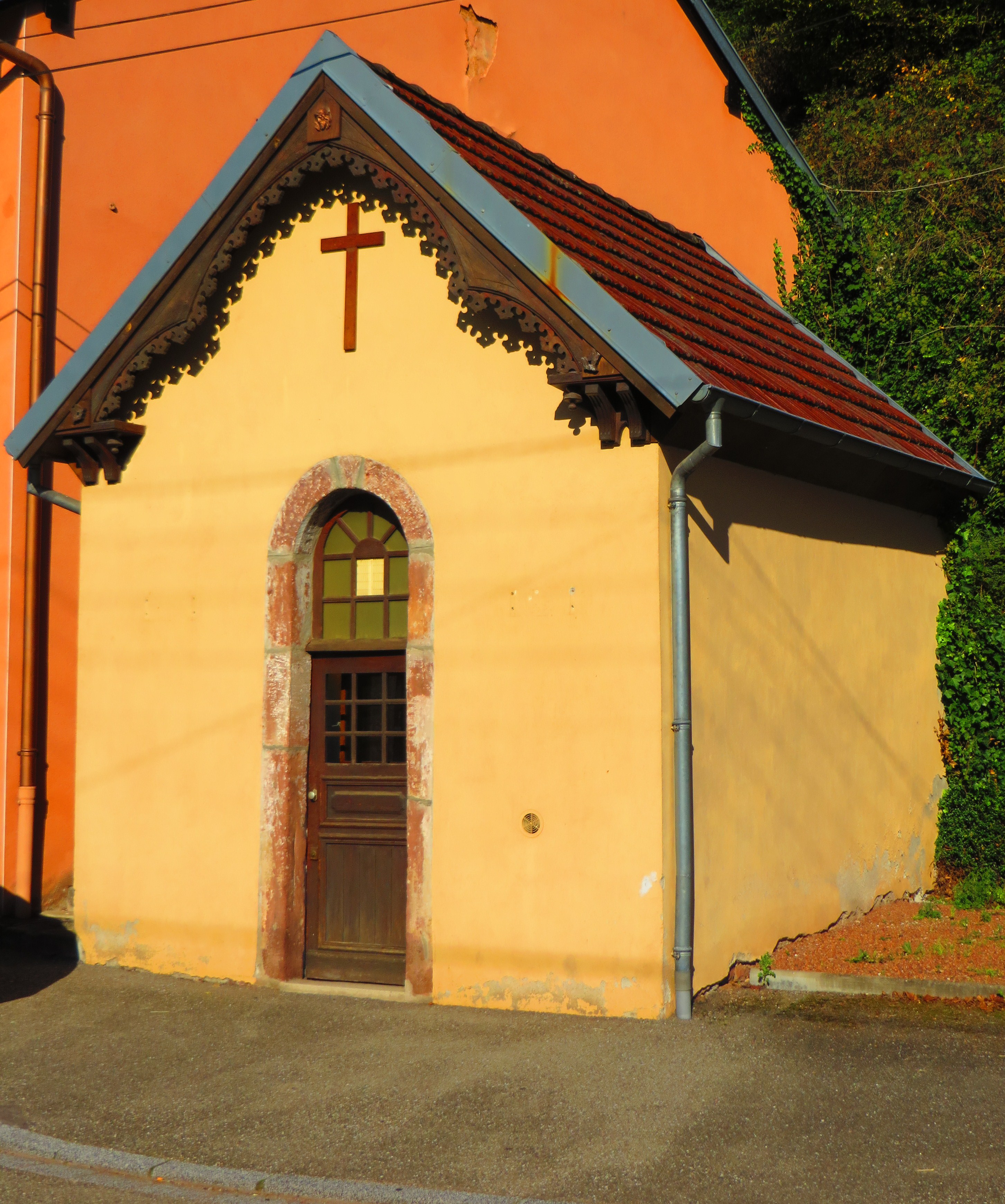
Chapelle de la coqueluche.
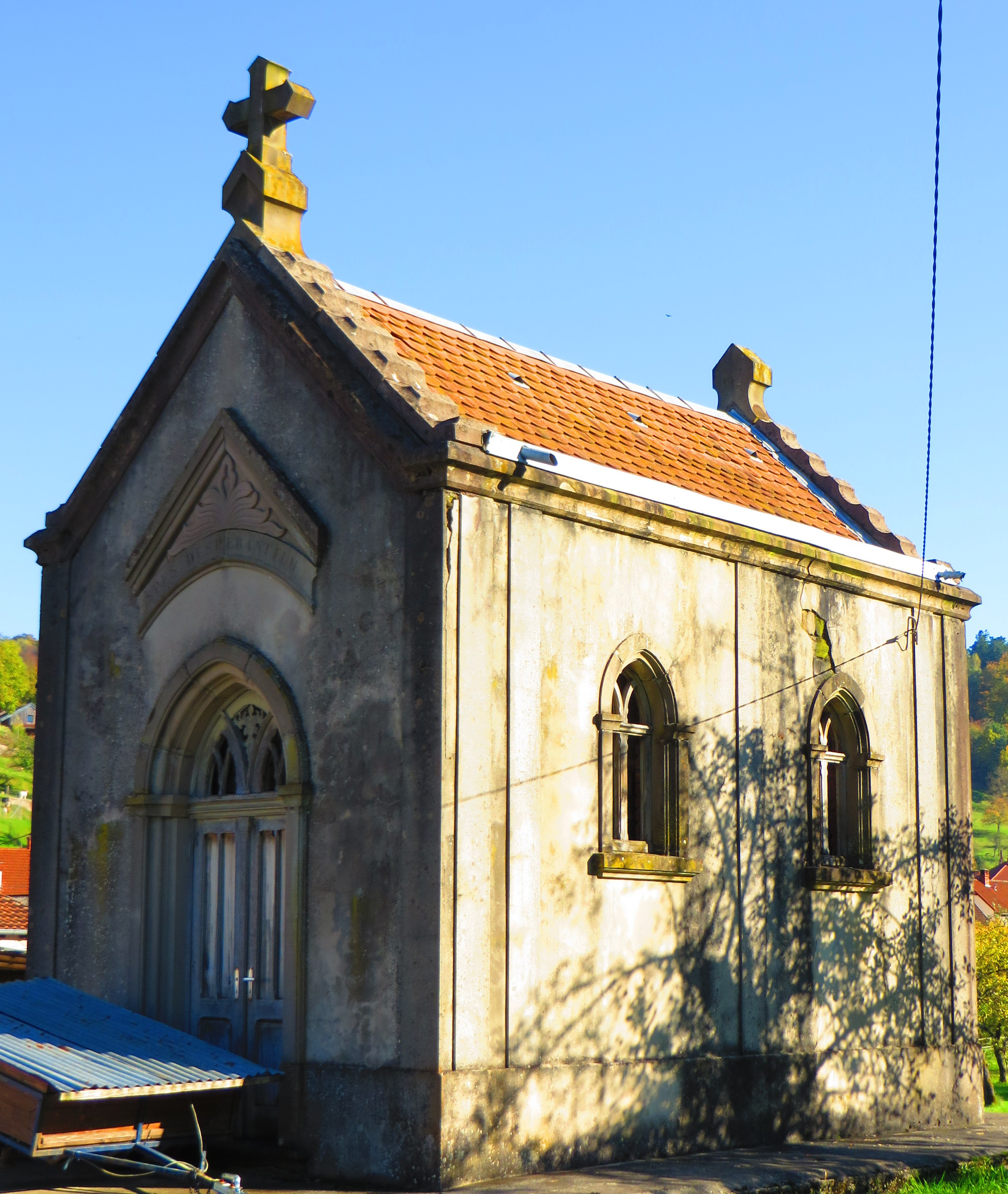
Chapelle Saint-Nicolas.
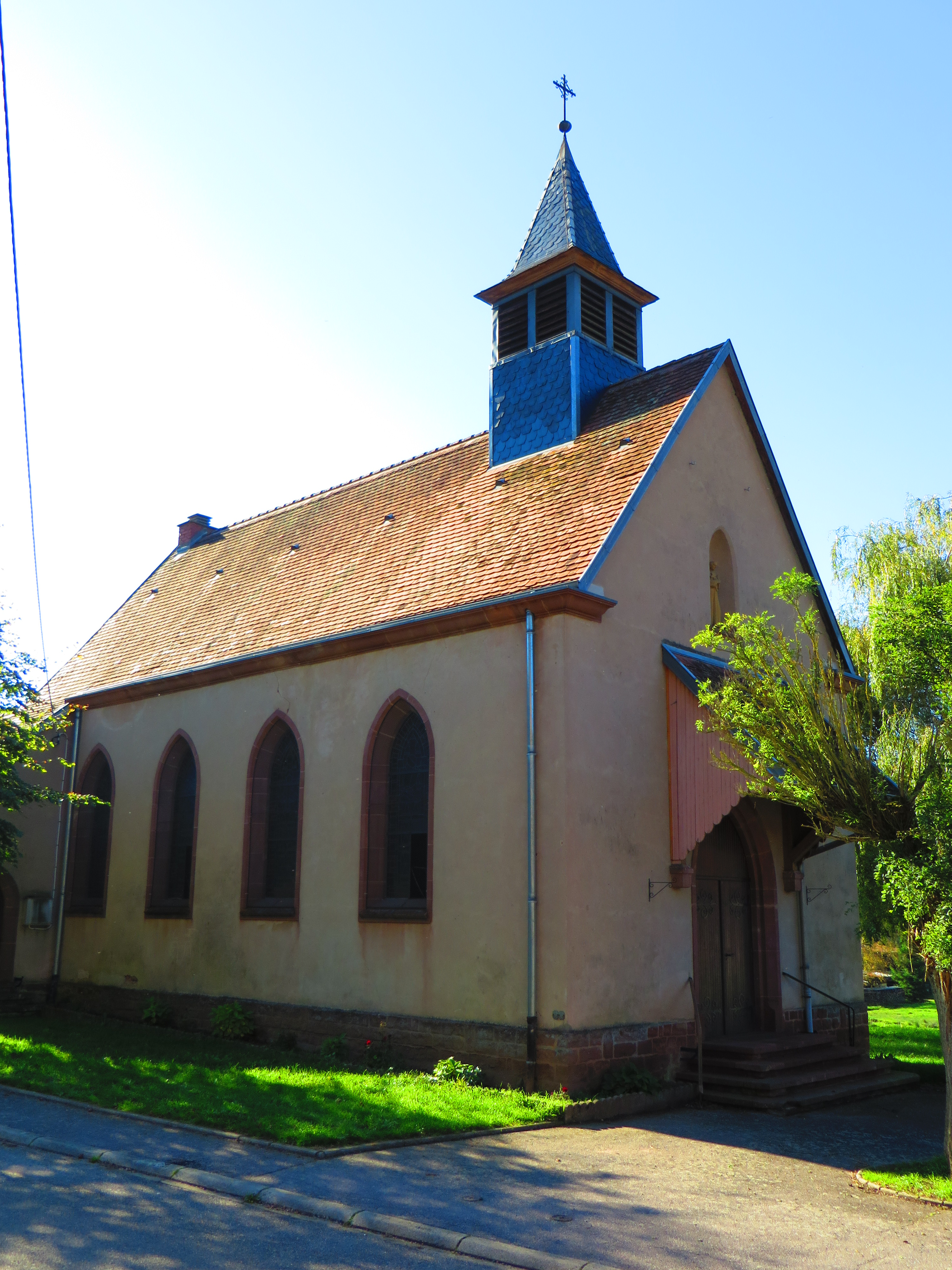
Chapelle Marie-Médiatrice d'Eigenthal.
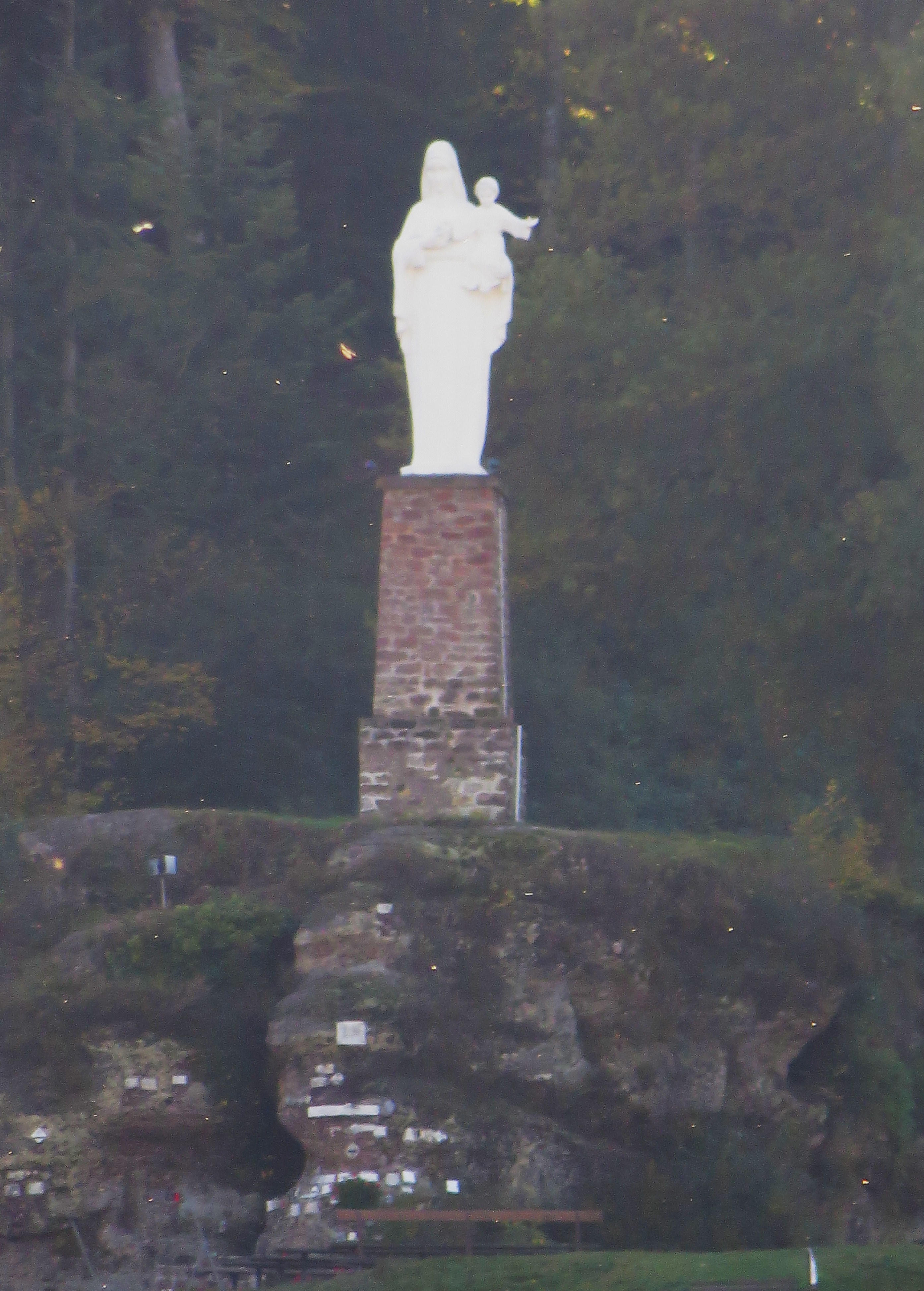
Statue de la Vierge.
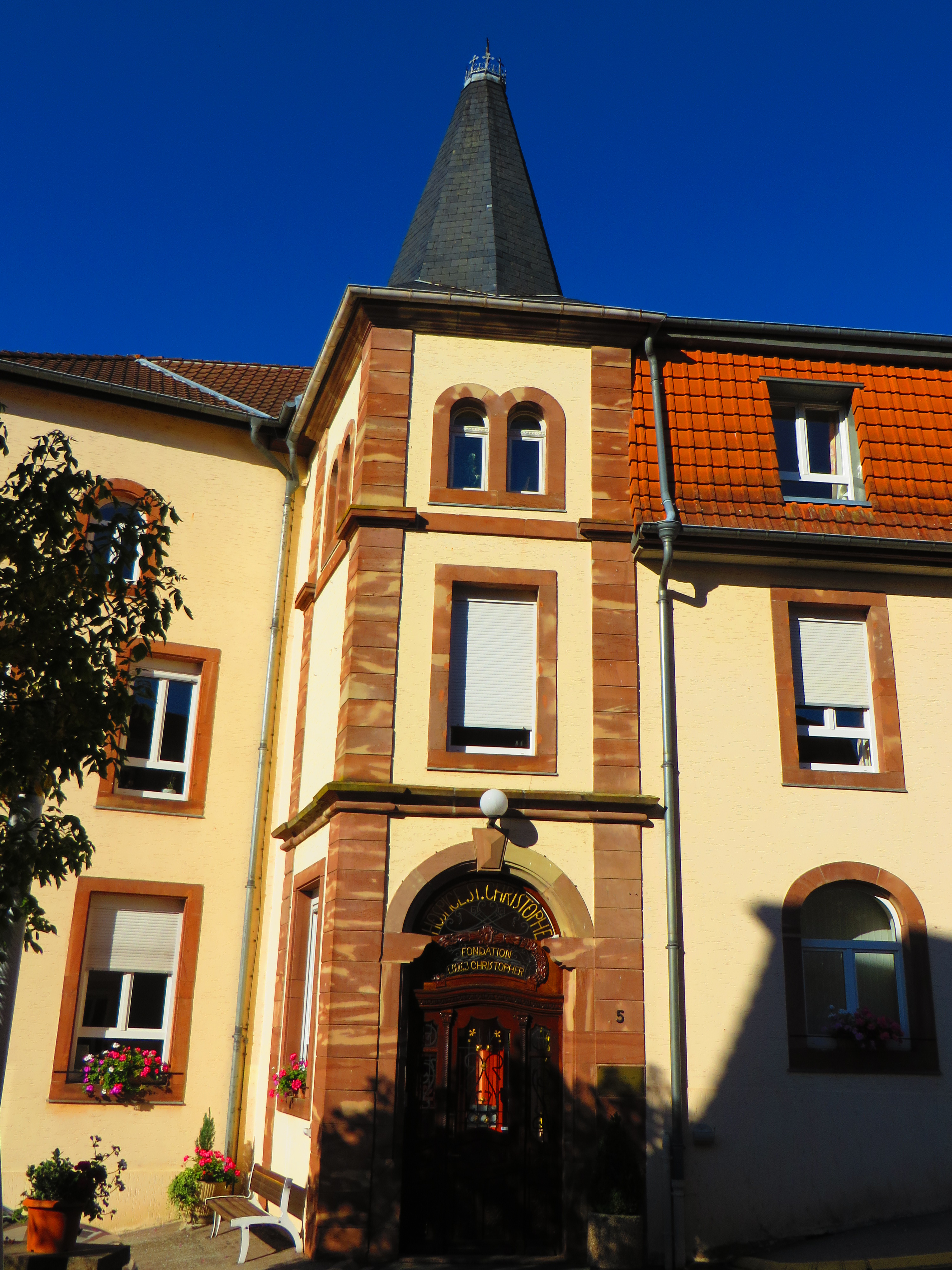
Chapelle de la maison de retraite Saint-Christophe.
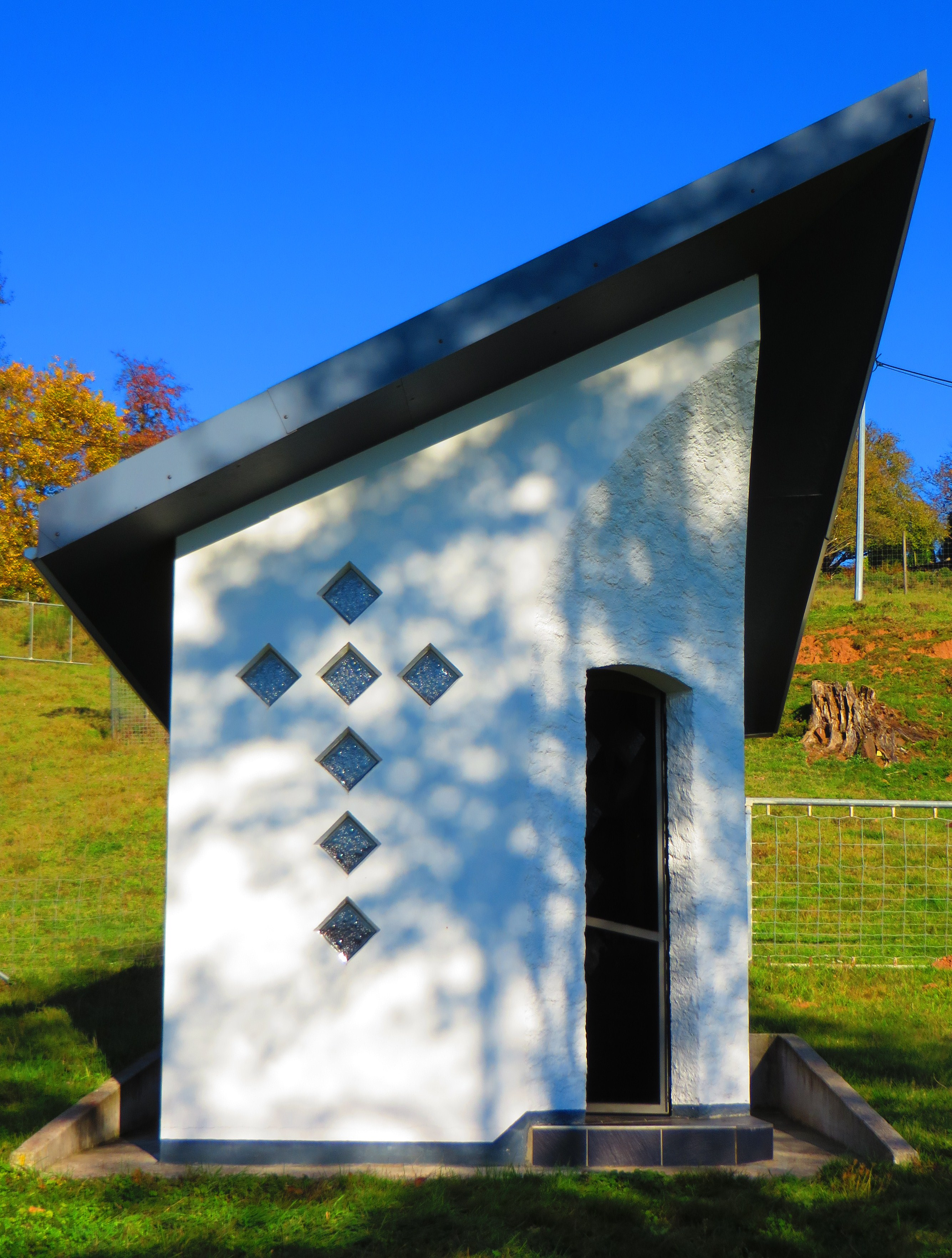
Chapelle de Jésus-Ressuscité.
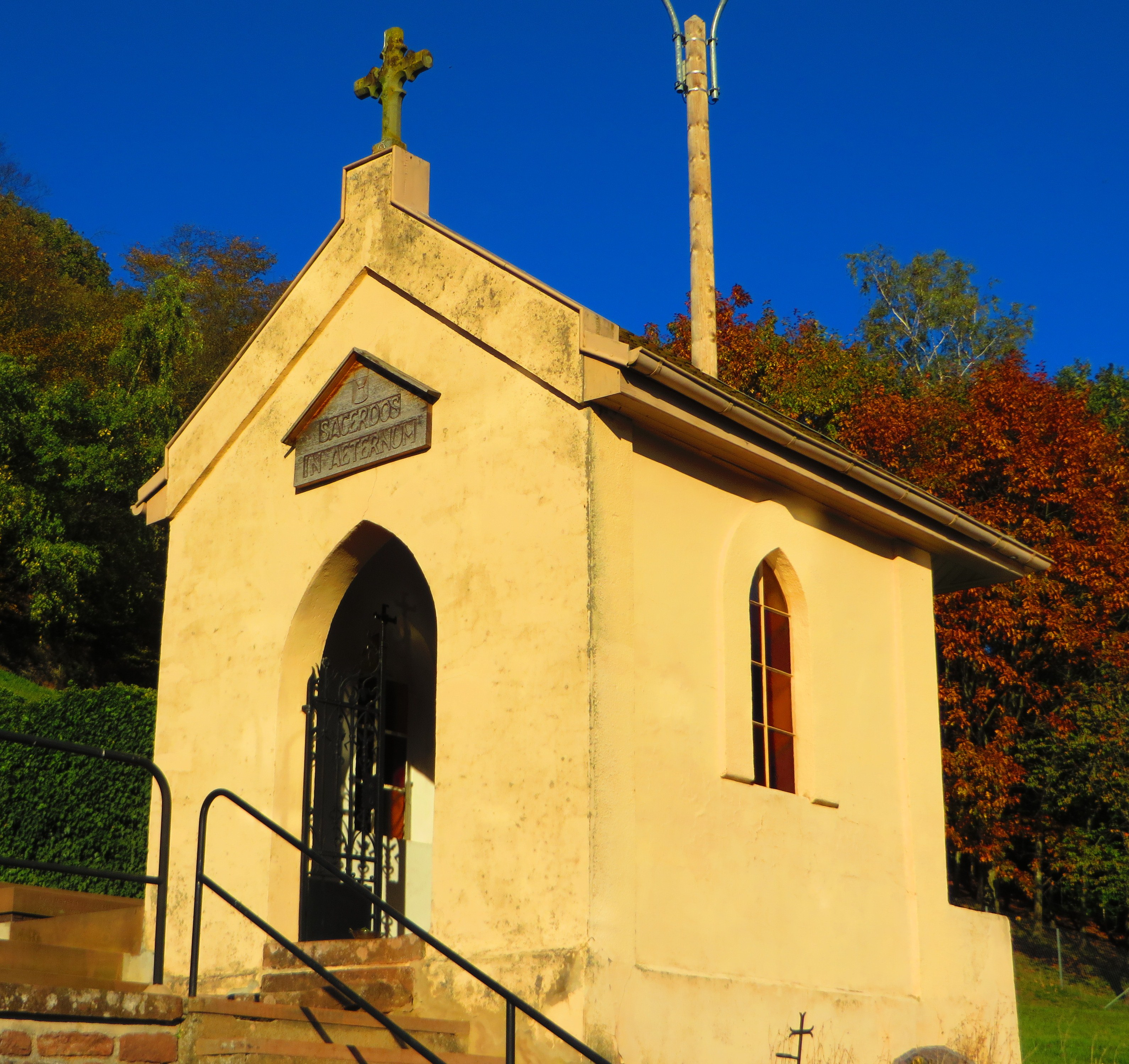
Chapelle du cimetière.
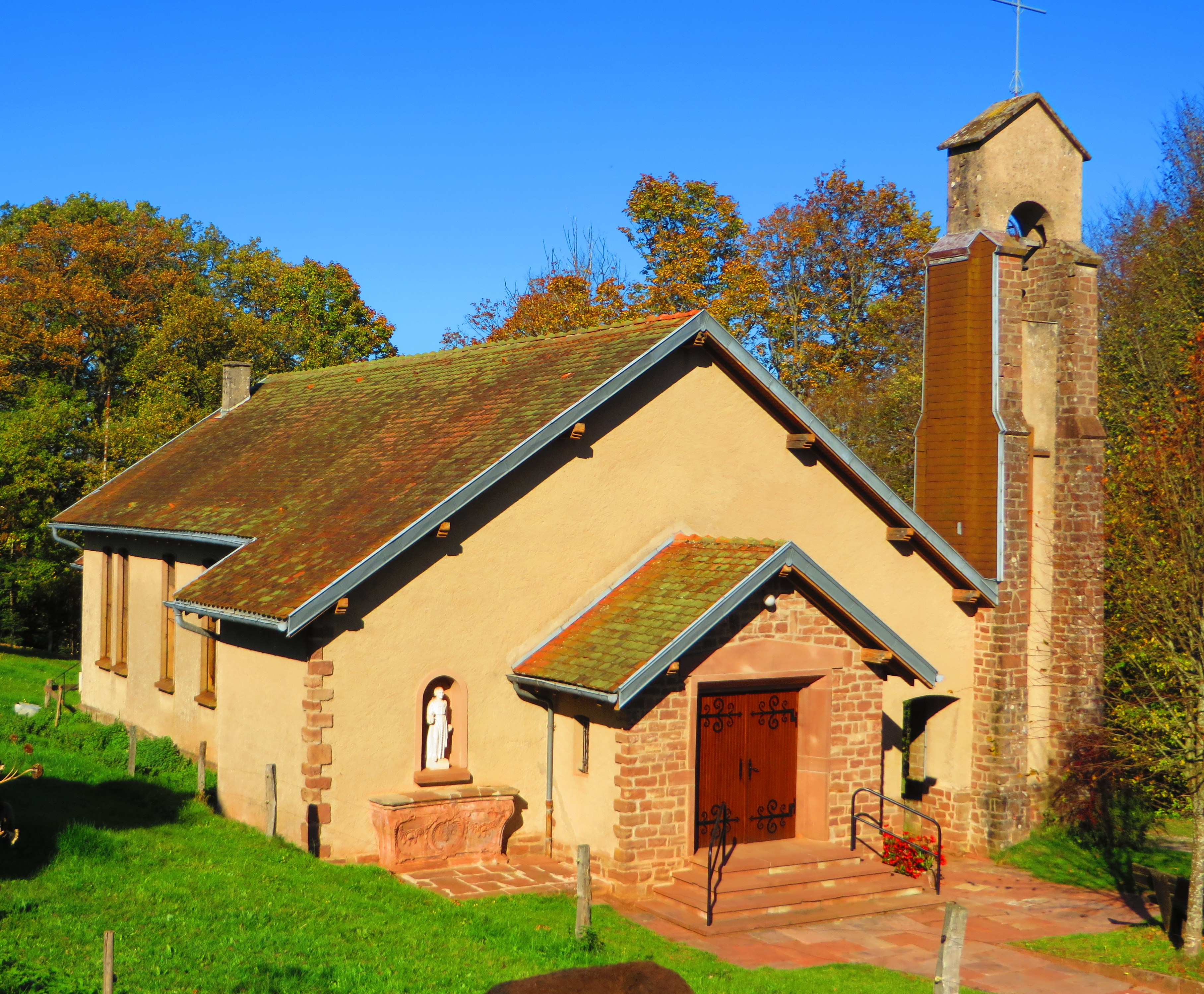
Nouvelle chapelle Saint-Léon.
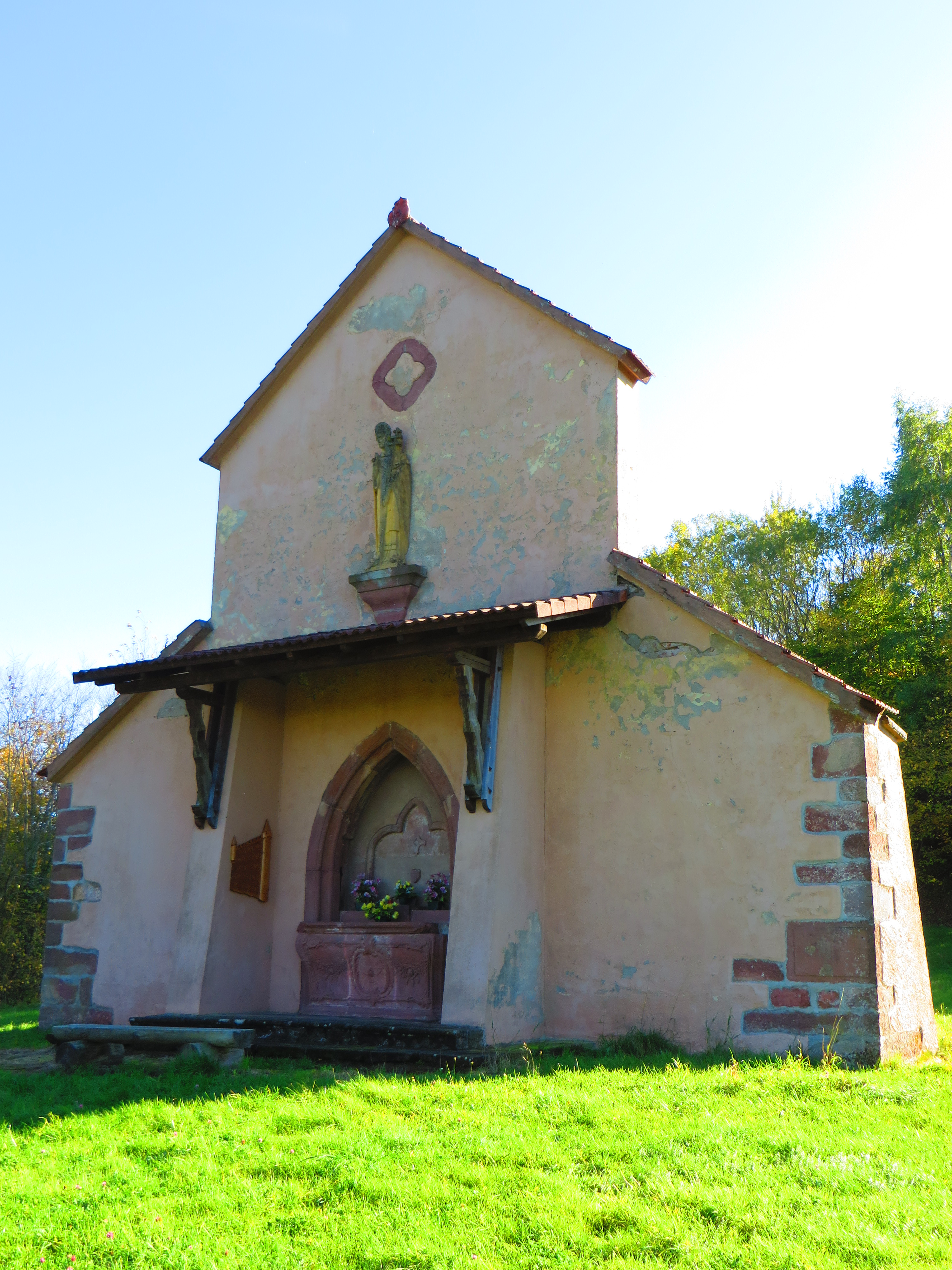
Vestiges de l'ancienne chapelle Saint-Léon.
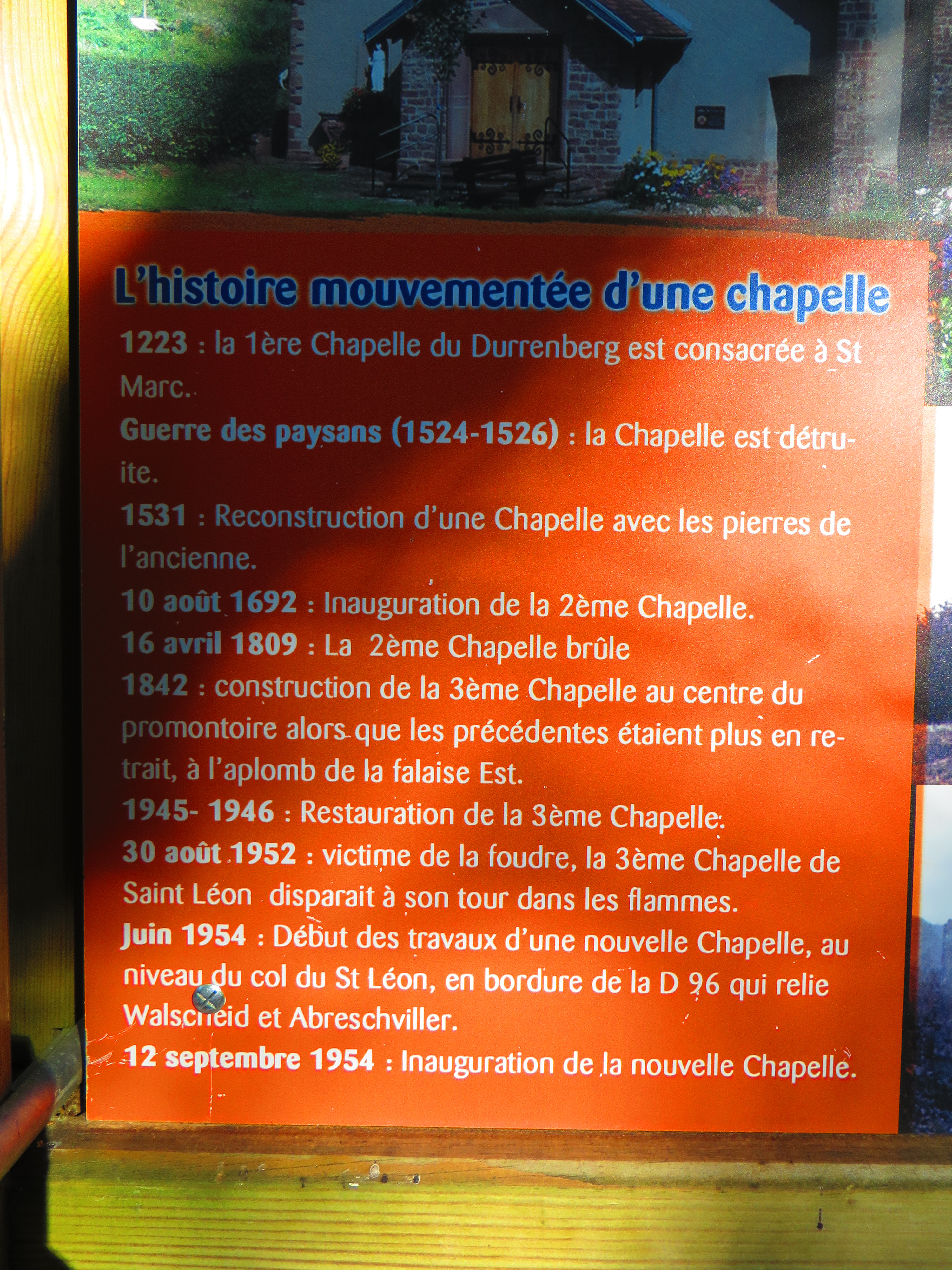
Chapelle Saint Léon (notice d'information).

#### Ruines et monuments historiques
- Cimetières militaires français et allemands (Première Guerre mondiale)
- Cimetière gallo-romain de Beimbach : fragments de stèles au lieu-dit Trois Saints
- Vestiges d'habitats antiques en pleine forêt au lieu-dit Altdorf

#### Sites naturels
- Col du Hohwalsch
- Rocher du Hohwalsch
- Plan d'eau
- Grotte Saint-Léon, plus profonde grotte des Vosges
- Promontoire Saint-Léon avec l'autel de l'ancienne chapelle
- Sources de la Bièvre et de la Zorn jaune
- Point de vue du Hitstein
- La roche du diable (Eigenthal, 430 m d'altitude). C'est une roche en grès des Vosges ou grès vosgien triasique qui a une grande histoire autour de plusieurs légendes.
- Rocher du Lowthelfels

### Loisirs
- 300 km de sentiers pédestres balisés par les associations locales et le club vosgien ;
- 60 km de pistes VTT balisées ;
- Baignade surveillée en juillet et en août au plan d'eau ;
- Escalade aux rochers du grand et petit Hohwalsch.

### Fêtes et traditions
- En février : Kappesitzung (soirées de carnaval en dialecte).
- Le dimanche le plus proche du 8 septembre : procession aux flambeaux vers la Vierge Marie du Hitstein, protectrice de la vallée de la Bièvre.
- Le premier dimanche de l'Avent : concert de la chorale.
- Le troisième dimanche de l'Avent : crèche vivante dans la grotte Saint-Léon.
- Oktoberfest (début octobre).
- Le Schieweschlawe : il était pratiqué jusque dans les années 1950 au Saint-Léon, Eigenthal et Grand-Soldat[29].

### Personnalités liées à la commune
- Léon IX : Le pape Léon IX (1002-1054) serait né à Walscheid, au lieu-dit Durrenberg (Saint-Léon) le 21 juin 1002 sous le nom de Bruno von Dagsburg Eguisheim.
- Louis Meyer (1er juillet 1868 à Walscheid - 7 avril 1939 à Walscheid), homme politique lorrain. Il fut député allemand au Landtag d'Alsace-Lorraine à partir de 1911, puis député français de 1919 à 1928.
- Arnold Apse, écrivain letton, est enterré à Walscheid, après avoir passé une partie importante de sa vie à Nonnenbourg.
- Clotilde Ngouabi née Martin (15 août 1941 - 30 octobre 2019), à Walscheid, fut l'épouse de Marien Ngouabi, président de la République du Congo et première dame entre 1968 et 1972[30],[31].

### Héraldique
| Blason de Walscheid | Blason  | De sable au massacre de cerf d'or.               |
| Blason de Walscheid | Détails | Le statut officiel du blason reste à déterminer. |